# Johnny Cueto
Pour les articles homonymes, voir Cueto.
Johnny Cueto Ortiz (né le 15 février 1986 à San Pedro de Macorís en République dominicaine) est un lanceur droitier des White Sox de Chicago de la Ligue majeure de baseball.

## Carrière

### Reds de Cincinnati
Johnny Cueto est recruté comme agent libre amateur par les Reds de Cincinnati le 16 mars 2004. Après trois saisons en Ligues mineures où il joue sous les couleurs des Gulf Coast League Reds (2005), Sarasota Reds (2005-2007), Dayton Dragons (2006), Chattanooga Lookouts (2007) et Louisville Bats (2007), il débute en Ligue majeure le 3 avril 2008.

#### Saison 2010
En 2010, Cueto commence la saison comme lanceur partant numéro trois des Reds. Il signe son premier blanchissage au plus haut niveau le 11 mai face au Pirates de Pittsburgh, n'accordant qu'un but sur balle et qu'un coup sûr à ses adversaires.
Il est ensuite suspendu pour sept parties après avoir participé à une mêlée générale au cours d'un match opposant le 10 août les Reds et les Cardinals de Saint-Louis. Dans l'échauffourée, Cueto a distribué nombre de coups de pied. Les Cardinals indiquent que leur lanceur Chris Carpenter a été coupé au dos et le receveur substitut Jason LaRue au visage par les coups de crampons de Cueto. LaRue souffrira d'une commotion cérébrale et annoncera sa retraite un mois plus tard.
Lanceur partant dans 31 parties des Reds en 2010, Cueto remporte 12 victoires contre 7 défaites et seul Bronson Arroyo remporte plus de matchs (17) que lui pour Cincinnati. Cueto maintient une moyenne de points mérités de 3,64 en 185 manches et deux tiers lancées. Il est le partant des Reds en séries éliminatoires dans le 3e match de la Série de divisions mais est le lanceur perdant dans la défaite de 2-0 de son équipe devant Cole Hamels et les Phillies de Philadelphie. Après une belle saison 2010 qui mène les Reds au titre de la Division centrale de la Ligue nationale, Cueto prolonge son contrat pour quatre saisons au club contre 27 millions de dollars.

#### Saison 2011

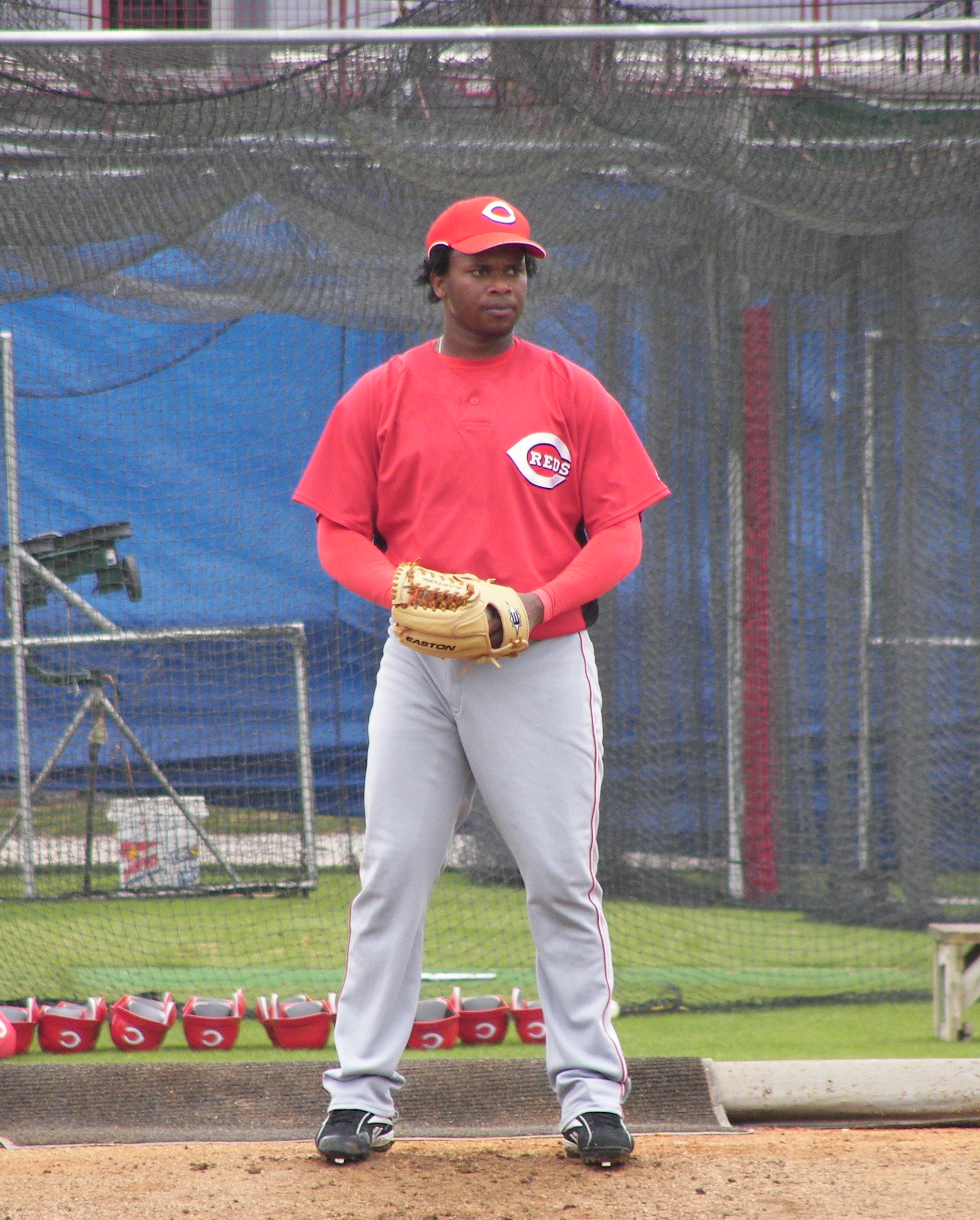
Johnny Cueto à l'entraînement avec les Reds en février 2008 à Sarasota en Floride.

En 2011, Cueto présente la meilleure moyenne de points mérités (2,31) parmi les lanceurs partants des Reds. Il remporte 9 victoires contre 5 défaites en 24 départs et 156 manches lancées.

#### Saison 2014
Cueto reçoit en 2014 sa première sélection au match des étoiles. Il termine la saison deuxième parmi les lanceurs de la Ligue nationale pour la moyenne de points mérités (2,25) et la WHIP (0,960) derrière l'as des Dodgers de Los Angeles, Clayton Kershaw. Il mène la Nationale avec 242 retraits sur des prises, à égalité avec Stephen Strasburg des Nationals de Washington. Il est 3e de la Nationale pour les matchs complets (4) et les blanchissages (2). Il mène les majeures pour les départs (34) et la Nationale pour le nombre de manches lancées (243,2). Il est le lanceur de tout le baseball qui accorde en moyenne le moins de coups sûrs (6,2) à l'adversaire par tranche de 9 manches passées au monticule. Enfin, il remporte 20 matchs contre 9 défaites pour le second plus haut total de victoires du baseball majeur cette saison-là, une de moins que Clayton Kershaw, qui remporte le trophée Cy Young du meilleur lanceur, laissant Cueto au second rang du vote. L'artilleur des Reds reçoit même des votes au scrutin désignant le joueur par excellence de la saison, prix aussi remporté par Kershaw et pour lequel il termine 12e.

#### Saison 2015
Cueto maintient une moyenne de points mérités de 2,62 en 130 manches et deux tiers lancées pour les Reds en 2015, avant d'être échangé peu après la mi-campagne. En 19 départs, il remporte 7 victoires et subit 6 défaites. À son dernier match pour les Reds, il blanchit en 8 manches les Rockies au Colorado, n'accordant que 4 coups sûrs.
Le 28 octobre 2015, lors du deuxième match des world series contre les New York Mets, il réalise un match complet, n'accordant qu'un point et deux coups sûrs sur l'ensemble du match. Aucun lanceur de ligue américaine n'avait réalisé un match complet en série mondiale depuis Jack Morris en 1991

### Royals de Kansas City

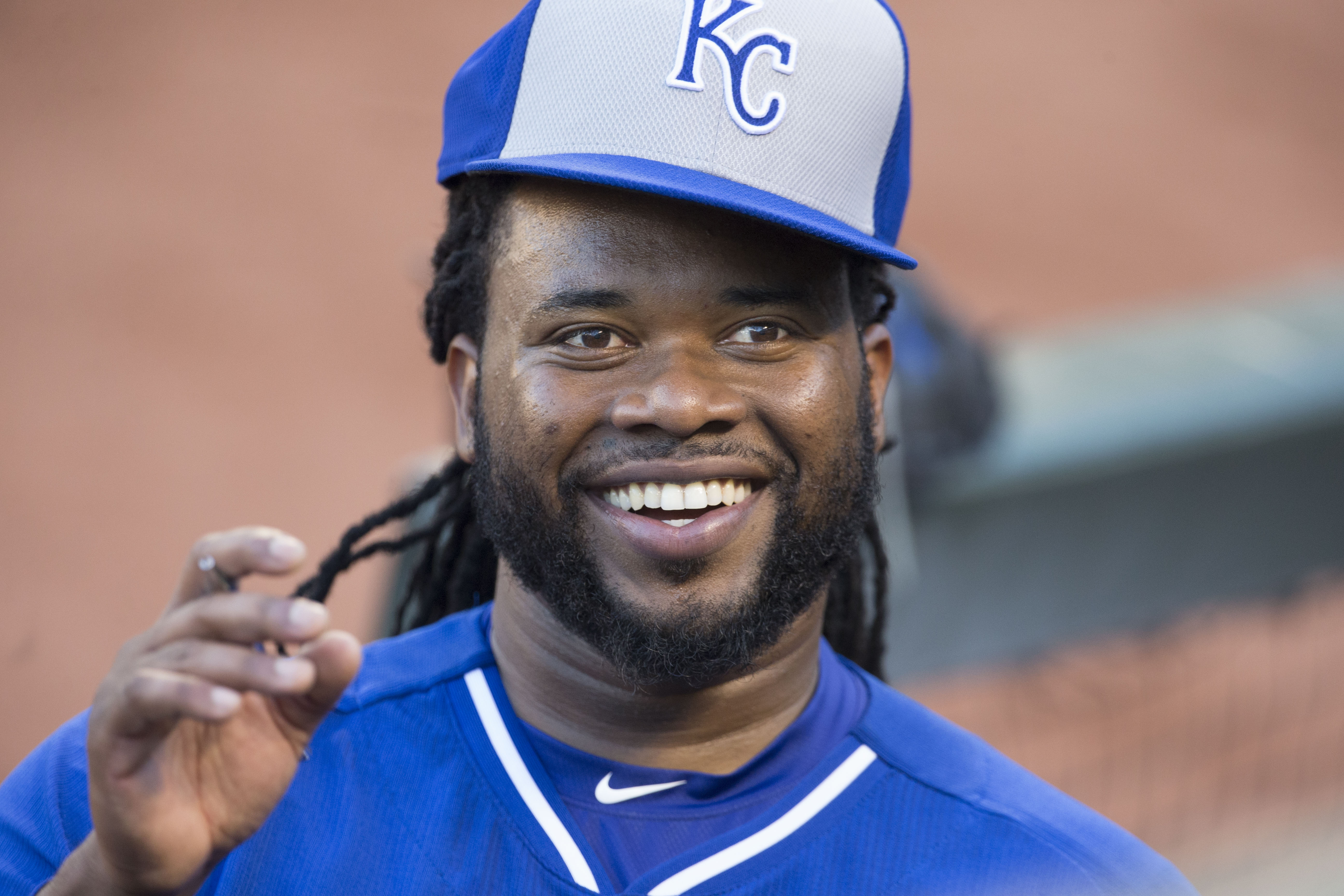
Johnny Cueto avec les Royals de Kansas City en septembre 2015.

Le contrat liant Cueto aux Reds se termine à la fin de la saison 2015. Cincinnati étant hors de la course aux séries éliminatoires, le club cède son lanceur étoile aux Royals de Kansas City le 26 juillet, en retour du lanceur de relève gaucher Brandon Finnegan et de deux lanceurs gauchers des ligues mineures, John Lamb et Cody Reed.
Cueto laisse les fans de Kansas City sur leur appétit avec des performances peu remarquables dans le dernier droit de la saison régulière. En 13 départs, il encaisse 7 défaites contre 4 victoires et affiche une moyenne de points mérités anormalement élevée dans son cas : 4,76 en 81 manches et un tiers lancées. Ces statistiques, ajoutées à celles compilées à Cincinnati, lui donnent pour la saison une moyenne de points mérités de 3,44 en 212 manches lancées, avec 11 victoires et 13 défaites en 32 départs.
L'acquisition de Cueto par les Royals, qui possédaient une confortable avance au sommet de la division Centrale de la Ligue américaine, visait surtout à améliorer une équipe qui croyait en ses chances de remporter la Série mondiale 2015. Les performances de Cueto durant les séries éliminatoires continuent d'être imprévisibles, mais il s'avère brillant aux moments opportuns, réalisant peut-être ses meilleurs matchs en carrière. Lanceur partant des Royals lors du second match de leur Série de divisions face aux Astros de Houston, il accorde 4 points dans les 3 premières manches. Mais il se rachète en se dressant devant les Astros lors du 5e affrontement, alors que la série est égale 2-2. Après avoir laissé les Astros prennent les devants 2-0 sur le circuit de deux points de Luis Valbuena en deuxième manche, il retire les 19 frappeurs suivants, jusqu'à sa sortie après 8 manches. Magistral, Cueto n'accorde que deux coups sûrs et réussit 8 retraits sur des prises.
Il effectue un seul départ en Série de championnat 2015 de la Ligue américaine. Partant du 3e match des Royals contre les Blue Jays de Toronto le 19 octobre, il est chassé en 3e manche après seulement deux manches complètes lancées, ayant accordé 8 points mérités sur 6 coups sûrs et 4 buts-sur-balles. Sa performance est l'une des pires de l'histoire des éliminatoires pour un lanceur partant. Depuis 1903, année de la première Série mondiale moderne, aucun lanceur partant n'avait accordé 8 points en effectuant 6 retraits ou moins dans un match.
Mais Cueto fait oublier le désastre de Toronto par son match complet en Série mondiale 2015, remportée par Kansas City sur les Mets de New York. Le 28 octobre, il est le premier lanceur de la Ligue américaine à réaliser un match complet en Série mondiale depuis Jack Morris pour Minnesota dans le dernier match de la finale de 1991. Il n'accorde qu'un point et deux coups sûrs. De la fin de la 4e manche à l'avant-dernier frappeur du match, Cueto retire 15 Mets de suite.

### Giants de San Francisco
En novembre 2015, Cueto rejette une offre de 120 millions de dollars pour 6 saisons chez les Diamondbacks de l'Arizona, qui attirent ensuite avec 206,5 millions de dollars le lanceur étoile Zack Greinke, entre autres convoité par les Giants de San Francisco.
Le 16 décembre 2015, Johnny Cueto rejoint les Giants de San Francisco sur un contrat de 130 millions de dollars pour 6 ans. L'entente lui garantit 46 millions de dollars au cours des deux premières années et lui permet de mettre fin au contrat pour tester à nouveau le marché des joueurs autonomes après la saison 2017.

### Classique mondiale de baseball
Sélectionné en équipe de République dominicaine, Cueto participe à la Classique mondiale de baseball 2009. Il joue un match comme lanceur partant pour une victoire. Les Reds de Cincinnati exercent leur droit de l'empêcher de participer à la Classique mondiale de baseball 2013, gagnée par les Dominicains, car Cueto récupère d'une blessure subie en fin d'année précédente; en revanche, les Reds autorisent son coéquipier Joey Votto, qui lui aussi soigne une blessure, à participer à la Classique avec l'équipe du Canada.

## Statistiques
| Saison | Équipe     | G  | GS | CG | SHO | V  | D  | SV | IP    | SO  | ERA  |
| ------ | ---------- | -- | -- | -- | --- | -- | -- | -- | ----- | --- | ---- |
| 2008   | Cincinnati | 31 | 31 | 0  | 0   | 9  | 14 | 0  | 174.0 | 158 | 4,81 |
| 2009   | Cincinnati | 30 | 30 | 0  | 0   | 11 | 11 | 0  | 171.1 | 132 | 4,41 |
| 2010   | Cincinnati | 31 | 31 | 1  | 1   | 12 | 7  | 0  | 185.2 | 138 | 3,64 |
| Totaux | Totaux     | 92 | 92 | 1  | 1   | 32 | 32 | 0  | 531.0 | 428 | 4,27 |

| Saison | Équipe     | G | GS | CG | SHO | V | D | SV | IP  | SO | ERA  |
| ------ | ---------- | - | -- | -- | --- | - | - | -- | --- | -- | ---- |
| 2010   | Cincinnati | 1 | 1  | 0  | 0   | 0 | 1 | 0  | 5.0 | 2  | 1,80 |
| Totaux | Totaux     | 1 | 1  | 0  | 0   | 0 | 1 | 0  | 5.0 | 2  | 1,80 |

Note : G = Matches joués ; GS = Matches comme lanceur partant ; CG = Matches complets ; SHO = Blanchissages ; 
V = Victoires ; D = Défaites ; SV = Sauvetages ; IP = Manches lancées ; SO = Retraits sur des prises ; ERA = Moyenne de points mérités.